# Gotthard Heidegger

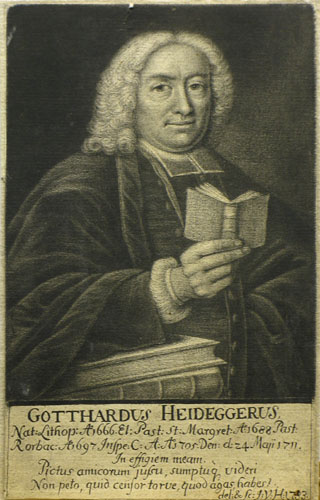
Gotthard Heidegger

Gotthard Heidegger (* 5. August 1666 in Stein am Rhein; † 22. Mai 1711 in Zürich, reformiert, heimatberechtigt in Zürich) war ein Schweizer Theologe und Verfasser satirischer Schriften, der 1698 überregionale Bekanntheit mit seiner Streitschrift gegen die Romane Mythoscopia Romantica errang. 

## Leben
Bereits der Vater, Johann Conrad Heidegger († 1679), war Geistlicher, die Mutter Ursula Zeller stammte aus Familien von Geistlichen aus Wildberg. Der Theologe Johann Heinrich Heidegger war Vetter zweiten Grades, womit Gotthard Heidegger auch mit dessen Sohn, dem später in London berühmt gewordenen Theaterdirektor Johann Jacob Heidegger verwandt ist.
Seine schulische Ausbildung geschah in Zürichs Alumnat, der Stipendiumsstätte, die er selbst später leiten sollte, sein Theologiestudium folgte am Ort. 1688 heiratete er Rosina Zollikofer aus St. Gallen. 1689 trat er seine erste Stellung als Pfarrer in Langrickenbach an, wechselte indes noch selben Jahres nach St. Margrethen. 1696 bat er in Reaktion auf die Kontroverse, die er mit seiner Streitschrift Zuchtrute gegen den Kapuziner P. Rudolf Gasser auslöste um eine Versetzung, die ihn nach Rorbas brachte. 1705 wurde er zum Inspektor des Alumnats in Zürich gewählt, er versah diese Stellung bis zu seinem Tod 1711.
Ein – kritisches – Interesse an modischen Schriften lässt sich in die 1690er Jahre zurückverfolgen. Heidegger stand von St. Margrethen aus mit einem St. Gallener Kreis von Liebhabern aktueller belles lettres in Verbindung – die Kaufleute Paul Schlumpf und Edmund Witz waren hier unter den Initiatoren. 1692 versuchte Heidegger sich selbst unter dem Pseudonym Winckelriedt als satirischer Autor mit Apollo Auricomus einer Verteidigungsschrift der Rothaarigen. Überregionale Bekanntheit errang er durch sein Buch Mythoscopia Romantica: oder Discours von den sogenannten Romans, eine grossangelegte Invektive gegen den Roman als Gattung, auf die Nicolaus Hieronymus Gundling noch 1702 antwortete. Fachwissenschaftliche Achtung errang Heidegger ab 1708 mit der Neuausgabe der Acerra philologica und ab 1710 als Herausgeber des politischen zeitgeschichtlichen Journals Mercurius Historicus.
Von der Bedeutung Heideggers zeugt die postume Ausgabe seiner Schriften in Auswahl durch Johann Jakob Bodmer 1732. 
Ein Briefnachlass (vorwiegend Kopien) liegt in der Zentralbibliothek Zürich MsS 337, MsF 197, MsD 163, MsH 372/73, MsH 337. 
Ein Portrait ist unter Schweizer Portraits in der Graphischen Sammlung der Zentralbibliothek Zürich überliefert.

## Werke
- Mythoscopia Romantica: oder Discours von den so benanten Romans. D. Gessner, Zürich 1698. (Digitalisat und Volltext im Deutschen Textarchiv)